# Godzikowo
Godzikowo (niem. Gisbertshof) – osada w Polsce położona w województwie warmińsko-mazurskim, w powiecie kętrzyńskim, w gminie Kętrzyn.
W latach 1975–1998 miejscowość administracyjnie należała do województwa olsztyńskiego.
W roku 2000 w Godzikowie mieszkało 57 osób.